# Cantone di Longué-Jumelles
Il Cantone di Longué-Jumelles è una divisione amministrativa dell'arrondissement di Saumur.
A seguito della riforma approvata con decreto del 26 febbraio 2014, che ha avuto attuazione dopo le elezioni dipartimentali del 2015, è passato da 8 a 18 comuni.

## Composizione
Gli 8 comuni facenti parte prima della riforma del 2014 erano:
- Blou
- Courléon
- La Lande-Chasles
- Longué-Jumelles
- Mouliherne
- Saint-Philbert-du-Peuple
- Vernantes
- Vernoil-le-Fourrier

Dal 2015 i comuni appartenenti al cantone sono i seguenti 18:
- Allonnes
- Blou
- Brain-sur-Allonnes
- La Breille-les-Pins
- Courléon
- La Lande-Chasles
- Longué-Jumelles
- Mouliherne
- Neuillé
- Les Rosiers-sur-Loire
- Saint-Clément-des-Levées
- Saint-Martin-de-la-Place
- Saint-Philbert-du-Peuple
- Varennes-sur-Loire
- Vernantes
- Vernoil-le-Fourrier
- Villebernier
- Vivy